# AVE

Логотип компанії

AVE (скорочення від ісп. Alta Velocidad Española) — торгова марка компанії-оператора Іспанських залізниць Ренфе-Операдора, створена для надання послуг високошвидкісного залізничного транспорту в країні. Назва перекладається буквально Іспанський високошвидкісний (транспорт), абревіатура одночасно обігрує слово Аве (ісп. Ave — Птах), яка зображена на логотипі компанії. Перевезення здійснюються на спеціально побудованих лініях стандартної європейської колії 1435 мм зі швидкістю до 330 км/год.

## Історія

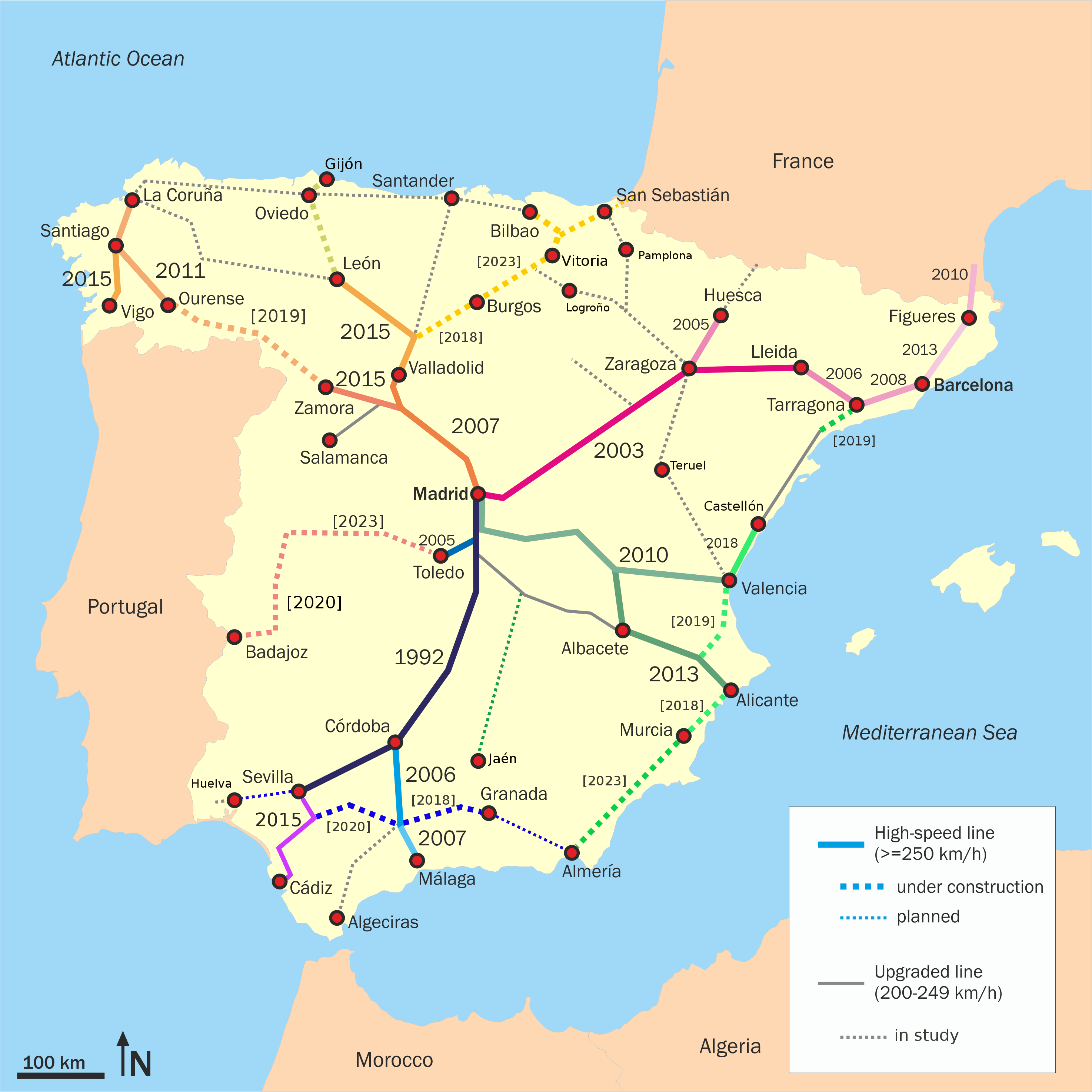
Історія будівництва ліній AVE

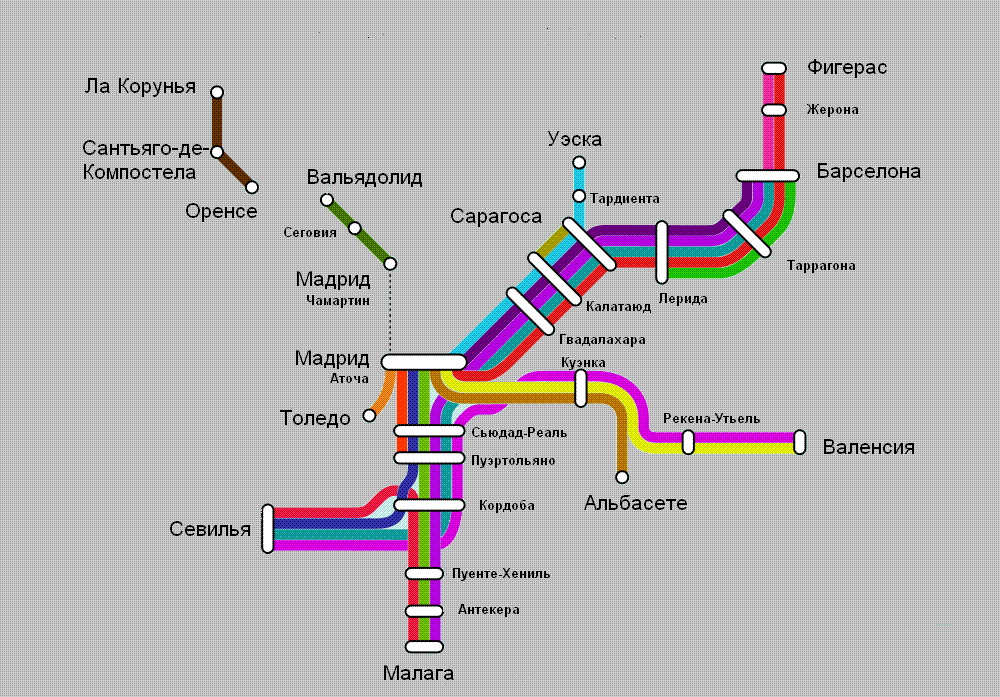
Схема розвитку мережі AVE. Травень 2013

Проект нової лінії, що сполучає Кастилію з Андалусією, має оживити застійну економіку півдня Іспанії, отримав назву NAFA (ісп. Nuevo Acceso Ferroviario Andalucia — Нове залізничне сполучення з Андалусією). Лінія відкрита 14 квітня 1992 до виставки Експо 92 яка проходила в Севільї. Сім днів по тому — 21 квітня 1992 року розпочалася комерційна експлуатація лінії рейсами з Мадрида в Севілью і назад із зупинками в Кордові, Пуертольяно і Сьюдад-Реаль. У жовтні 1992 РЕНФЕ запустила поїзди AVE Lanzadera між Мадридом, Пуертольяно і Сьюдад-Реаль.
23 квітня 1993 поїзд AVE Серії 100 при тестовому проїзді досяг рекордної швидкості 356,8 км/год, що в 1994 дозволило перейти до експлуатації лінії на швидкості 300 км/год .
У 1999 розпочато проектування виходу лінії AVE на узбережжя Коста-дель-Соль будівництвом лінії Кордова — Малага.
Перша ділянка будівництва лінії європейської колії від Мадрида до французького кордону Мадрид — Сарагоса — Леріда завершується в 2003 з запуском в комерційну експлуатацію 11 жовтня 2003 дальніх поїздів AVE які з'єднують ці міста з містами Єбес, Гвадалахара і Калатаюд . Через неготовність лінії і техніки до системи сигналізації в перші роки рух по лінії було обмежено швидкістю 200 км/год. Ця лінія є першою в Іспанії електрифікованою змінним струмом 50 Гц 25 кВ .
З грудня 2004 для подорожей на середні відстані по високошвидкісних лініях Іспанії були запущені поїзди Серії 104 під маркою Avant за маршрутами Севілья — Кордова, Мадрид — Сьюдад — Реаль — Пуертольяно (замінивши поїзди AVE Shuttle). Будівництво 21 км високошвидкісної лінії до Толедо і відкриттям руху поїздами Avant в листопаді 2005 дозволяє добратися від Мадрида за 30 хвилин.
У травні 2006 на лінії Мадрид — Сарагоса — Леріда збільшена швидкість руху поїздів AVE Серії 102 від 200 км/год до 250 км/год, завдяки запуску в експлуатацію 1 рівня системи сигналізації та автоматичного керування поїздами ЕРТМС, сумісної з системами Франції і решти Європи. З 17 жовтня того ж року швидкість збільшена до 280 км/год, в серпні 2007 до 300 км/год, для досягнення швидкості 350 км/год необхідна ЕРТМС 2-го рівня.
16 грудня 2006 відкрито ділянку Кордова — Антекера майбутньої лінії Мадрид — Кордова — Малага, що включає станції Пуенте-Хеніль — Еррера і Антекера Санта-Ана. Це дозволило скоротити час слідування поїзда між Мадридом і Альхесірас і відкрити новий маршрут до Гранади . Через два дні відкрито ділянку Камп-де-Таррагона — Леріда лінії Мадрид — Барселона до французького кордону.
22 грудня 2007 відкрита лінія Мадрид — Сеговія — Вальядолід, а наступного дня відкрито ділянку лінії Кордова — Малага (від Антекери до Малаги) .
Заплановане відкриття високошвидкісної лінії між Мадридом і Барселоною на 21 грудня 2007 не вдалося реалізувати, тому лінію відкрили 20 лютого 2008 — час в дорозі займає 2 години 38 хвилин.
7 січня 2013 відкрилася лінія Барселона — Жерона — Фігерас. Це дозволило з'єднати мережу високошвидкісних поїздів Іспанії з французькою мережею високошвидкісних поїздів TGV.

## Технічні характеристики
На відміну від решти мережі іспанських залізниць з шириною колії 1668 мм (іберійська колія), AVE побудована зі стандартною європейською колією 1435 мм, що робить можливим з'єднання з високошвидкісними системами за межами Іспанії в майбутньому (наприклад TGV у Франції). На лінії від Мадрида до Севільї компанія-оператор гарантує виняткову для далеких пасажирських перевезень Іспанії пунктуальність — прибуття в пункт призначення із запізненням не більше п'яти хвилин, пропонуючи в іншому випадку повне повернення коштів за квиток (на інших лініях час гарантованого прибуття може бути іншим).

### Потяги

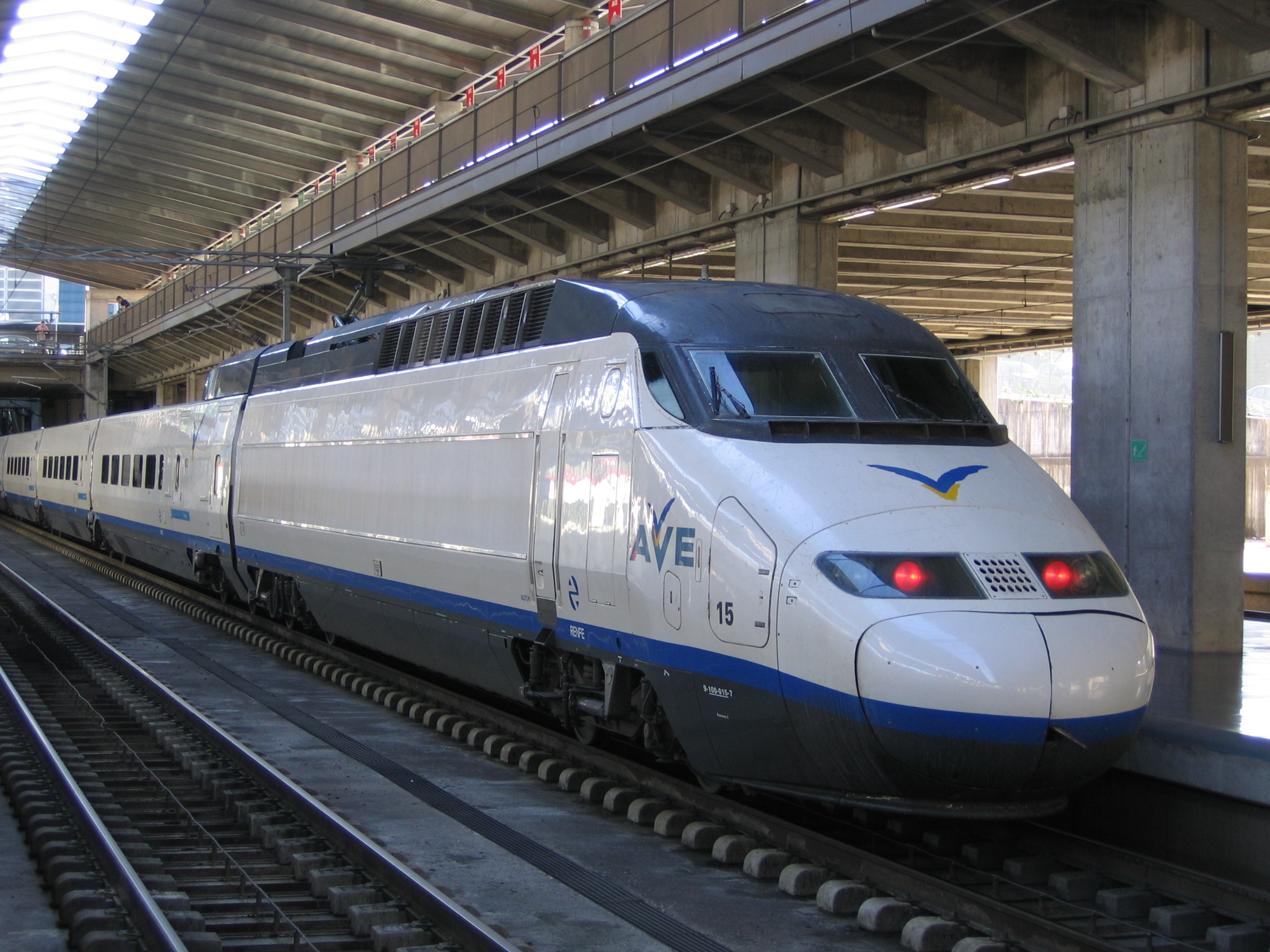
AVE Серія 100

- AVE Серія 100 — перші високошвидкісні поїзди AVE французької фірми Alstom побудовані на базі TGV Atlantique. Всього між 1992 і 1995 роками було побудовано 18 поїздів. 2 вагони є тяговими, 8 не тяговими, максимальна швидкість складу 300 км/год (рекорд 356,8 км/год), при експлуатації — 250 км/год.

. Поїзди цієї серії працюють на лінії Мадрид — Севілья — Малага. Такі ж поїзди з візками іберійської колії 1668 мм називаються Євромед Серія 101.

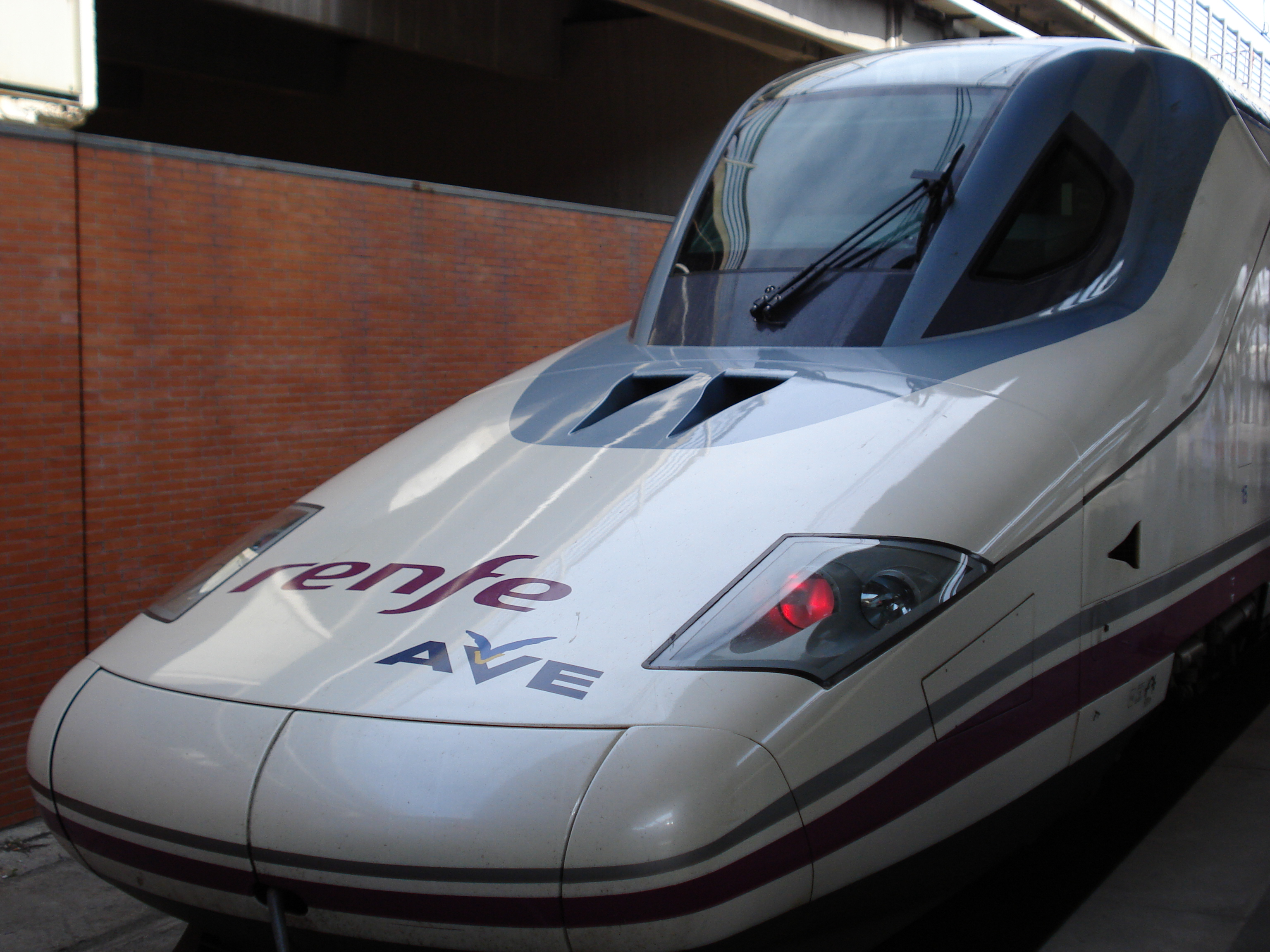
AVE Серія 102 (Тальго 350)

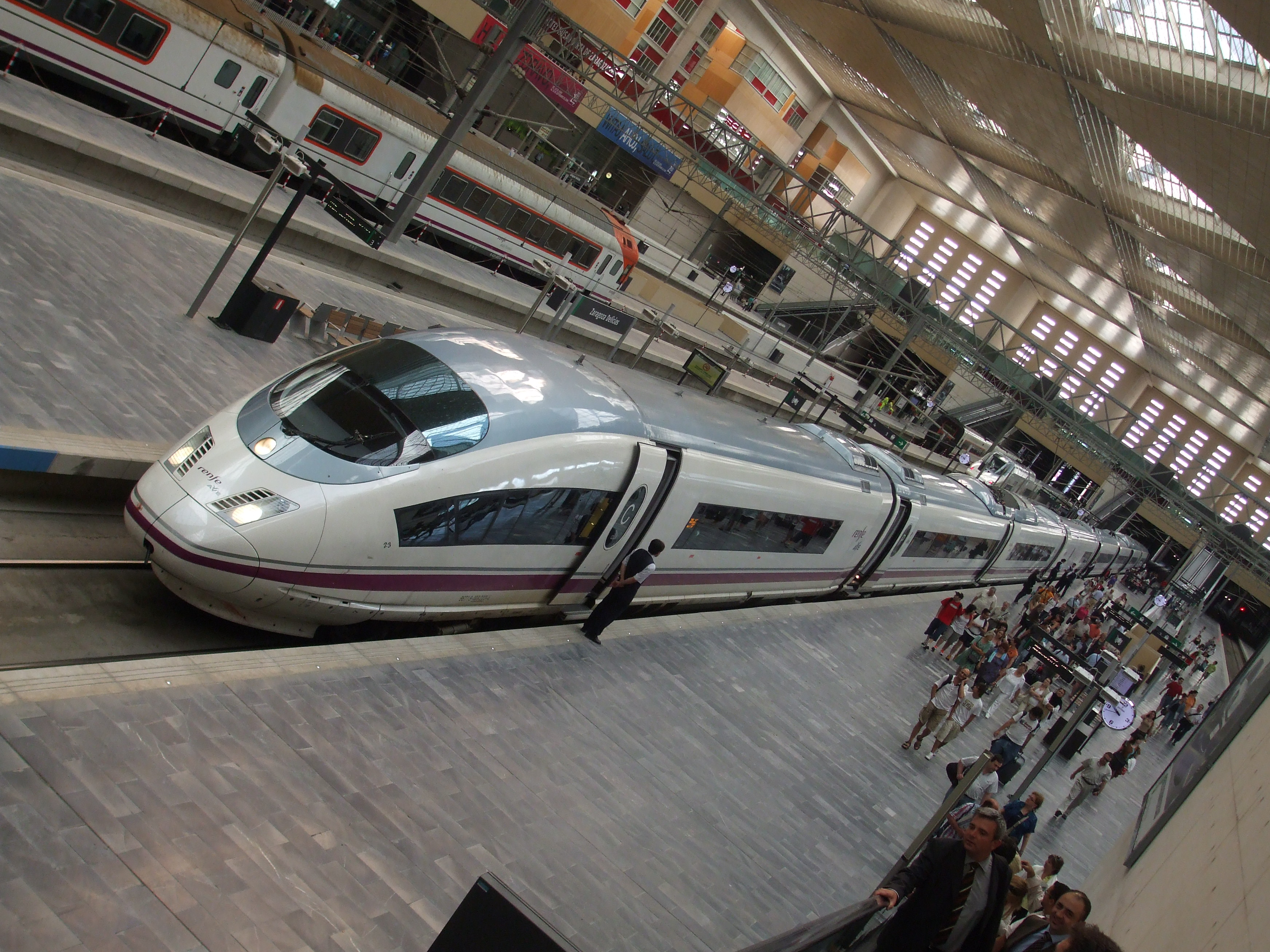
AVE Серія 103

- AVE Серія 102 (або Тальго 350) — поїзди створені іспанською фірмою Talgo, спільно з канадською Bombardier на базі стандартних потягів «Тальго» із зміною конструкції візків для максимальної швидкості 350 км/год і європейської колії. Призначені в основному для обслуговування високошвидкісної лінії Мадрид — Барселона, і купувалися РЕНФЕ з березня 2001 року. Максимальна заявлена швидкість — 330 км/год (рекорд 365 км/год[3]). До локомотива причіпляють до 12 вагонів Тальго серії 7, через свій незвичайний аеродинамічний дизайн — передня частина локомотива нагадує дзьоб, поїзд прозвали Пато (ісп. Pato — Качка)

- AVE Серія 103 — поїзди німецької фірми Siemens, з сімейства Velaro (на базі цього сімейства виготовляються і російські електропоїзди ЕШС «Сапсан»), були замовлені РЕНФЕ в 2001 році. Через складнощі з постачальниками, компанії Siemens довелося виготовляти відсутні компоненти самостійно, що призвело до значних затримок контракту (які обійшлися компанії в 21 мільйон євро), але дозволило використовувати платформу поїзда в своїх подальших розробках (докладніше Siemens Velaro). Замовлення на 16 поїздів було виконане в 2005 році, тоді ж компанія РЕНФЕ замовила ще 10 поїздів цієї серії. 4 з восьми вагонів обладнані тяговими візками, розподіленими по складу, на відміну від серій 100 і 102, де необхідні локомотиви з кожного боку поїзда. Встановлена максимальна швидкість — 350 км/год (рекорд 404 км/год[3]). Місткість поїзда — 404 людини.

### Лінії

Побудовані і проектні високошвидкісні лінії AVE

- Лінія Мадрид (вокзал Пуерта-де-Аточа) — Севілья (Санта-Хуста) через Кордова-Центральний;
- Лінія Мадрид (вокзал Пуерта-де-Аточа) — Малага (Марія-Самбрано) через Кордова-Центральний;
- Лінія Мадрид (вокзал Пуерта-де-Аточа) — Толедо;
- Лінія Мадрид (вокзал Пуерта-де-Аточа) — Уеска через Сарагоса-Делісіас;
- Лінія Мадрид (вокзал Пуерта-де-Аточа) — Барселона-Сантс через Сарагоса-Делісіас;
- Лінія Мадрид (вокзал Чамартін) — Вальядолід (Кампо-Гранд);
- Лінія Мадрид (вокзал Пуерта-де-Аточа) — Валенсія;
- Лінія Барселона-Сантс — Фігерас через Жерону